# Liste der russischen Botschafter in Deutschland

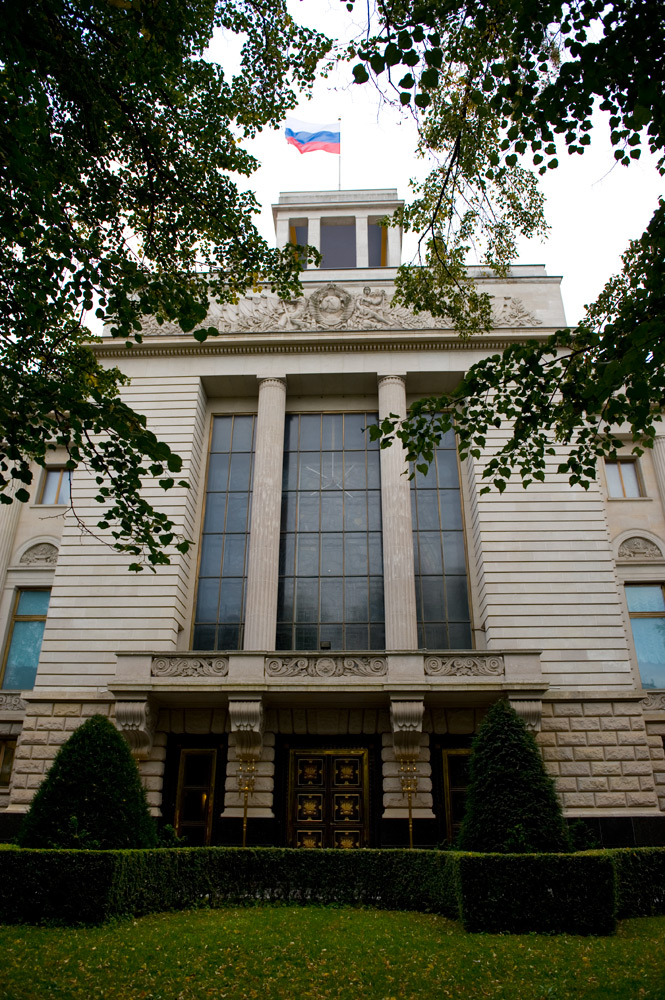
Russische Botschaft, Unter den Linden 63–65, Berlin

Die russische bzw. (ab 1922) sowjetische Botschaft in Preußen bzw. im Deutschen Reich befand sich 1837 bis 1941 in Berlin, Unter den Linden. Die Botschaft der Sowjetunion in der Bundesrepublik Deutschland lag von 1955 bis 1975 im ehemaligen Hotel Rolandseck-Groyen in Remagen-Rolandseck (Kreis Ahrweiler) an der Bundesstraße 9 und bis 1999 in Bonn-Bad Godesberg (1991–2000 Botschaft der Russischen Föderation). Seit 2000 hat die russische Botschaft ihren Sitz wieder in Berlin, Unter den Linden 63–65, der ehemaligen, nach dem Zweiten Weltkrieg neuerbauten Botschaft der Sowjetunion in der DDR.

## Botschafter

### Botschafter im Deutschen Reich
| Ernannt (akkreditiert) | Name                                 | Anmerkungen                                                                                           | Botschaftsposten verlassen |
| ---------------------- | ------------------------------------ | --- | -------------------------- |
| 1871                   | Paul von Oubril                      | am 31. Dezember 1871 bei Kaiser Wilhelm I. akkreditiert zuvor ab 1863 russischer Gesandter in Preußen | 1880                       |
| 1880                   | Pjotr Alexandrowitsch Saburow        | | 1884                       |
| 1885                   | Pawel Andrejewitsch Schuwalow        | | 1894                       |
| 1895                   | Nikolai von der Osten-Sacken         | | 1912                       |
| 1912                   | Sergei Nikolajewitsch Swerbejew      | | 1914                       |
| April 1918             | Adolf Abramowitsch Joffe             | als Vertreter der RSFSR nach dem Friedensvertrag von Brest-Litowsk                                    | November 1918              |
| 1919                   | Sergei Dmitrijewitsch Botkin         | als Vertreter der nationalrussischen Regierungen Koltschaks und Wrangels                              | 1920                       |
| 23. Juli 1922          | Nikolai Nikolajewitsch Krestinski    | | 26. September 1930         |
| 26. September 1930     | Lew Michailowitsch Chintschuk        | | 20. September 1934         |
| 20. September 1934     | Jakow Sacharowitsch Suriz            | | 7. April 1937              |
| 16. Juni 1937          | Konstantin Konstantinowitsch Jurenew | | 11. Oktober 1937           |
| 1937                   | Georgi Alexandrowitsch Astachow      | Geschäftsträger                                                                                       | 1938                       |
| 6. Mai 1938            | Alexei Fjodorowitsch Merekalow       | (1900–1983)                                                                                           | 2. September 1939          |
| 2. September 1939      | Alexander Alexejewitsch Schkwarzew   | | 26. November 1940          |
| 26. November 1940      | Wladimir Georgijewitsch Dekanosow    | (1898–1953)                                                                                           | 22. Juni 1941              |

### Botschafter in der Bundesrepublik Deutschland
| Ernannt (akkreditiert) | Name                              | Anmerkungen | Botschaftsposten verlassen |
| ---------------------- | --------------------------------- | ----------- | -------------------------- |
| 1955                   | Walerian Alexandrowitsch Sorin    | (1902–1986) | 1956                       |
| Oktober 1956           | Andrei Andrejewitsch Smirnow      | (1905–1982) | 1966                       |
| Mai 1966               | Semjon Konstantinowitsch Zarapkin | (1906–1984) | 1971                       |
| Mai 1971               | Walentin Michailowitsch Falin     | (1926–2018) | 1978                       |
| November 1978          | Wladimir Semjonowitsch Semjonow   | (1911–1992) | 1986                       |
| April 1986             | Juli Alexandrowitsch Kwizinski    | (1936–2010) | 1990                       |
| Mai 1990               | Wladislaw Petrowitsch Terechow    | (1933–2023) | 1997                       |
| September 1997         | Sergei Borissowitsch Krylow       | (* 1949)    | 2003                       |
| April 2004             | Wladimir Wladimirowitsch Kotenjow | (* 1957)    | 2010                       |
| Juni 2010              | Wladimir Michailowitsch Grinin    | (* 1947)    | 2018                       |
| Januar 2018            | Sergei Jurjewitsch Netschajew     | (* 1953)    |                            |

## Gesandte in den deutschen Staaten (vor 1871)

### Gesandte in Baden
- 1811–1817: Pjotr Fjodorowitsch von Maltitz (1754–1826)
- 1817–1818: Juri Aleksandrowitsch von Golowkin (1763–1846)
- 1818–1820: Apollonius von Maltitz (1795–1870)
- 1820–1828: Konstantin von Benckendorff (1784–1828)
- 1829–1846: Pawel Fjodorowitsch Moltke (1786–1846)
- 1846–1854: Iwan Petrowitsch Oserow (1806–1880)
- 1854–1865: Nikolaj Arkadjewitsch Stolypin (1814–1884)
- 1865–1870: Wilhelm von Kotzebue (1813–1887)
- 1870–1871: Felix von Meyendorff (1834–1871)
- 1871–1882: Iwan Petrowitsch Koloschin (1827–1891)
- 1897–1912: Dimitri von Eichler (1853–1912)
- 1912–1914: Nikolai Brevern de la Gardie (1856–1929)

### Gesandte in Hannover
- 1847–1852: Alexander Pawlowitsch Masurow
- 1852–1856: Andreas Fjodorowitsch von Budberg-Bönninghausen (1817–1881)
- 1856–1866: Ivan Emmanuelowitsch Persiany

### Gesandte in Württemberg
- 1811–1813: Dawid Maximowitsch Alopaeus (1769–1831)
- 1813–1818: Juri Alexandrowitsch Golowkin (1762–1846)
- 1818–1824: Konstantin von Benckendorff (1784–1828)
- 1828–1831: Alexander Obreskow (1793–1885)
- 1832–1839: Peter von Meyendorff (1796–1863)
- 1839–1841: Philipp von Brunnow (1797–1875)
- 1841–1854: Alexander Michailowitsch Gortschakow (1798–1883)
- 1855–1856: Wladimir Pawlowitsch Titow (1807–1891)
- 1856–1858: Konstantin von Benckendorff (1816–1858)
- 1858–1865: Wladimir Pawlowitsch Titow (1807–1891)
- 1865–1871: Nikolaj Arkadjewitsch Stolypin (1814–1884)
- 1871–1884: Georg Friedrich von Staal (1822–1907)
- 1884–1892: Wladimir Alexandrowitsch Fredericks (1837–1892)
- 1902–1906: Ernst von Kotzebue (1838–1914)
- 1906–1910: Grigori Kantakuzen (1843–1902)
- 1910–1912: Konstantin Stael von Holstein (1853–1912)
- 1912–1914: Sergej Alexandrowitsch Lermontow (1861–1932)